# Jaume Forcada
Jaume Forcada es creu que va néixer l'any 1675 (l'any 1693 una notícia mencionà que Forcada tenia 18 anys). J. Forcada fou escolà cantor de la catedral de Barcelona entre 1686 i 1693, cantor tible a la catedral de Lleida (1693-1696) i mestre de capella de La Seu d'Urgell (1700-1706), cf. Mujal Elias, Juan. Lérida. Historia de la Música. Lleida: Dilagro, 1975, p. 168, i Rifé i Santaló, Jordi. "Les obligacions del mestre de capella: notes per a l'estudi dels mestres de capella de la Seu d'Urgell a la primeria del segle XVIII", Recerca Musicològica, XIII (1998), 41-48.
L'any 1700, gràcies a Felip Olivelles (mestre del Palau de la Comtessa de Barcelona) i de Joseph Asper (ardiaca d'Andorra), Jaume Forcada va ser anomenat mestre de capella de la Seu d'Urgell. Com a mestre de capella Forcada havia de complir unes obligacions, entre les quals es troben compondre (a l'any havia de compondre una Missa Solemne i un Magnificat), interpretar i ensenyar. J. Forcada va ser mestre de capella fins a l'any 1706 i durant aquests anys es va deixar escrit en les actes dels informes capitulars de la Seu d'Urgell que varen redactar 12 clàusules que havia de complir Jaume Forcada.